# J.D. Pardo

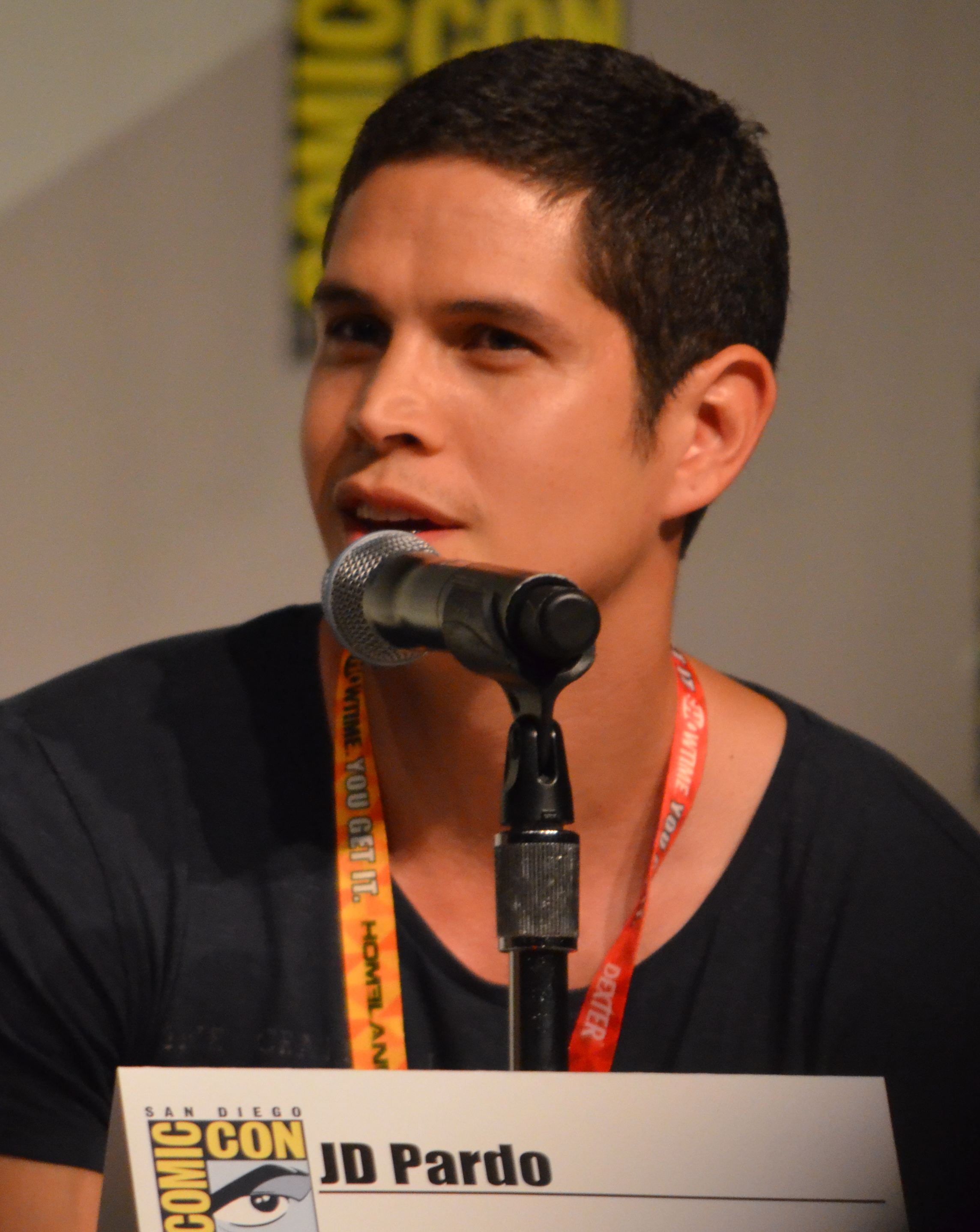
J.D. Pardo in 2012

Jorge Daniel 'J.D.' Pardo (Los Angeles, 7 september 1980) is een Amerikaans acteur en filmproducent. 

## Biografie
Pardo werd geboren in Los Angeles bij een Argentijnse vader en een El Salvadoraanse moeder.
Pardo begon in 2001 met acteren in de televisieserie Titans, waarna hij nog meerdere rollen speelde in televisieseries en films. Hij is vooral bekend van zijn rol als Jason Neville in de televisieserie Revolution waar hij in 40 afleveringen speelde (2012-2014).

## Filmografie

### Films
Uitgezonderd korte films.
- 2024 Road House - als Dell
- 2023 Hypnotic - als andy Nicks
- 2022 The Contractor - als Eric
- 2021 Fast & Furious 9 - als Jack Toretto
- 2018 Mayans M.C. - Inside Season 1: The Creation of Mayans M.C. - als EZ Reyes
- 2018 Mayans M.C. Season 1: First Look - als Ez Reyes
- 2016 The Jury - als Oscar
- 2013 Snitch - als Benicio
- 2012 The Twilight Saga: Breaking Dawn Part 2 - als Nahuel
- 2008 The Burning Plain - als jonge Santiago
- 2006 A Girl Like Me: The Gwen Araujo Story - als Eddie
- 2005 Supercross - als Chuy
- 2005 Havoc - als Todd Rosenberg
- 2004 A Cinderella Story - als Ryan
- 2002 Hope Ranch - als Ernesto

### Televisieseries
Uitgezonderd eenmalige gastrollen.
- 2024 High Potential - als Tom - 2 afl.
- 2018-2023 Mayans M.C. - als Ezekiel 'EZ' Reyes - 50 afl.
- 2022 The Terminal List - als Tony Layun - 5 afl.
- 2015-2017 East Los High - als Jesus - 19 afl.
- 2015 Blood & Oil - als dr. Alex White - 2 afl.
- 2015 The Messengers - als Raul Garcia - 13 afl.
- 2012-2014 Revolution - als Jason Neville - 40 afl.
- 2010 90210 - als Dax - 2 afl.
- 2007 Drive - als Sean Salazar - 6 afl.
- 2007 Hidden Palms - als Eddie Nolan - 4 afl.
- 2006 The O.C. - als surfer met tatoeages - 3 afl.
- 2004-2005 Clubhouse - als Jose Marquez - 10 afl.
- 2004 American Dreams - als Carlos Perez / Matt Perez - 10 afl.
- 2001 Titans - als Nick - 2 afl.

### Filmproducent
- 2022 Mayans M.C. - televisieserie - 10 afl.
- 2016 East Los High - televisieserie - 12 afl.

- Biblioteca Nacional de España: XX5538204
- Gemeinsame Normdatei: 1312111429
- International Standard Name Identifier: 0000 0000 5135 9671
- Library of Congress Control Number: no2008024075
- Nationale Bibliotheek van Tsjechië: xx0173759
- Virtual International Authority File: 39177666
- WorldCat: E39PBJcRdRmyJP9kGCXYR9byBP